# Bryan-Küste
Koordinaten: 74° S, 84° W
Die Bryan-Küste ist ein Küstenabschnitt im Westen des antarktischen Ellsworthlands. Er liegt zwischen dem Pfrogner Point an der Grenze zur westlich liegenden Eights-Küste und der Nordspitze der Rydberg-Halbinsel im Osten, wo sich die English-Küste anschließt.
Das östliche Ende der Küste wurde bei Überflügen während der United States Antarctic Service Expedition (1939–1941) und während der US-amerikanischen Ronne Antarctic Research Expedition (1947–1948) entdeckt. Der United States Geological Survey kartierte den gesamten Küstenabschnitt anhand eigener Vermessungen und Luftaufnahmen der United States Navy zwischen 1960 und 1967. Namensgeber ist Konteradmiral George S. Bryan (1885–1964), Hydrograph der US Navy von 1938 bis 1946, der wichtige Beiträge zur Geographie Antarktikas leistete.